# Bootettix argentatus
Bootettix argentatus är en insektsart som beskrevs av Bruner, L. 1889. Bootettix argentatus ingår i släktet Bootettix och familjen gräshoppor. Inga underarter finns listade i Catalogue of Life.